# Volatile
V počítačových programovacích jazycích, zvláště v C, C++, C# a Java, má objekt deklarovaný pomocí klíčového slova volatile obvykle zvláštní vlastnosti co se týče optimalizace nebo vláken. Zjednodušeně se dá říci, že klíčové slovo volatile brání kompilátoru použít při optimalizaci kódu předpoklad, že se proměnné nemohou „samy” změnit.

## Volatile v C a C++
Volatile je rezervované slovo programovacího jazyka C. Pokud je nějaká proměnná označena slovem volatile, nebude kompilátor žádným způsobem optimalizovat její užití.
```
volatile
 
int
 
i
;

i
 
=
 
0
;

while
 
(
i
 
==
 
0
)
 
;
 
/* smyčka bude ukončena nějakou vnější událostí, která změní hodnotu i */

```

Deklarace volatile (nestálý) znamená, že k obsahu proměnné může přistupovat ještě nějaký jiný proces než ten, který je řízen aktuálním zdrojovým kódem. Může to být například souběžné běžící vlákno jiného procesu, hardwarové přerušení nebo samotný hardware. Že je proměnná označena jako volatile, ještě neznamená, že operace s ní jsou atomické.

### Syntaxe
Klíčové slovo volatile se umisťuje před nebo za datový typ v definici proměnné.

#### Nestálá proměnná
```
volatile
 
T
 
a
 
=
 
3
;

T
 
volatile
 
a
 
=
 
3
;

```

#### Nestálý ukazatel
```
volatile
 
T
 
*
 
ptr
;
 

T
 
volatile
 
*
 
ptr
;

```

V předchozím příkladě je ptr nestálý ukazatel na proměnnou T.

#### Nestálý ukazatel na nestálou proměnnou
```
int
 
volatile
 
*
 
volatile
 
ptr
;

```

## Použití
- objekt, který představuje vstupní/výstupní port
- objekt, který je sdílen mezi několika současně běžícími procesy
- objekt, který je modifikován pomocí přerušení
- objekt, který je deklarován ve funkci, která volá setjmp a jehož hodnota je změněna mezi voláním funkce setjmp a longjmp